# Triceratops

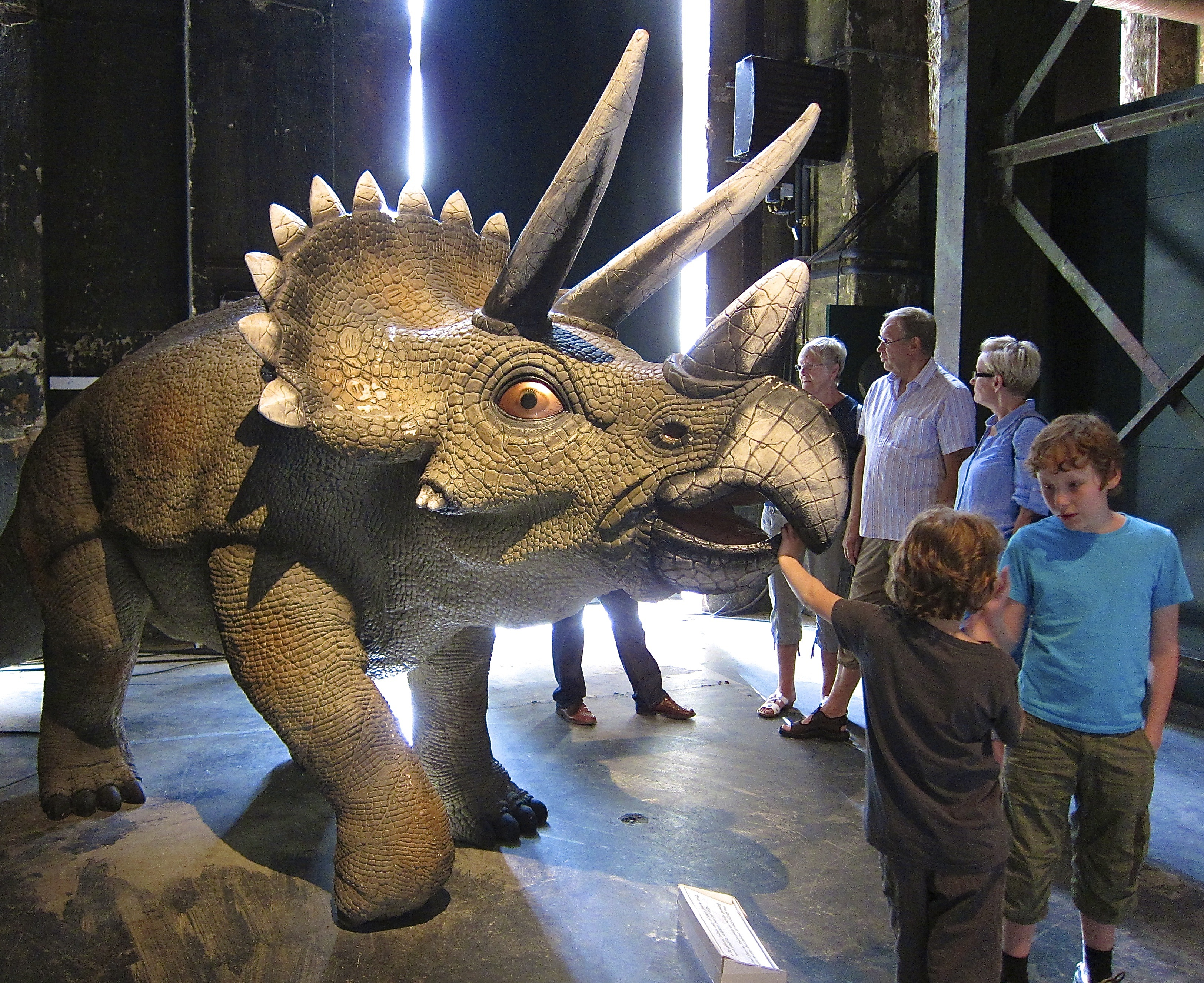
Skalmodell av Triceratops

Triceratops ("Trehornat ansikte"), släkte med stora, behornade dinosaurier funna i Nordamerika, där den tros ha levt vid slutet av Kritaperioden för 68–66 milj. år sedan. Triceratops var ett gigantiskt djur som liknade en stor noshörning med långa horn i pannan, och med en stor krage av ben som täckte bakhuvudet. Triceratops har länge hållit titeln som den största ceratopsien. Den har dock sedan 2007 utmanats av sin nära släkting Eotriceratops, som kanske blev större. Inte desto mindre är Triceratops sannolikt en av de mest kända dinosaurierna. Liksom andra Ceratopsider är Triceratops känd från ett rikt utbud av fossil, påträffade både i Montana, Wyoming, Colorado (USA) och Alberta (Kanada). Sedan den upptäcktes har Triceratops haft en stor framträdande plats i populärkulturen genom böcker och filmer.

## Upptäckt

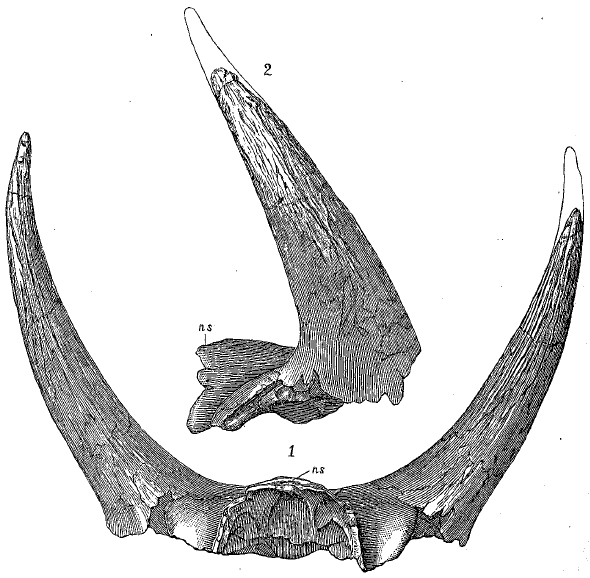
Illustration av hornen ursprungligen beskrivna Bison alticornis.

Våren 1887 hittade man i närheten av Denver, Colorado, ett par långa horn, som senare beskrevs vetenskapligt av Othniel C. Marsh. När Marsh först undersökte hornen trodde han att de kom från en bisonoxe, och namngav fyndet Bison alticornis. 1889 hittade man dock ett annat fossil i Wyoming: en stor skalle av en behornad dinosaurie, som man gav namnet Triceratops horridus ("Otäckt, trehornat ansikte" (namnet bildat av grekiska τρι tri "tre", κέρας keras "horn" och ωψ ops "ansikte")). Marsh insåg att hornen han beskrivit tidigare inte kunde komma från en bison, och gav dem ett nytt namn, Ceratops (detta namn är numera ett Nomina dubia). 1907 tillförde Richard Swann Lull pannhornen till släktet Triceratops, under namnet Triceratops alticornis. Om T. Horridus och T. alticornis verkligen är samma djur, skulle T. horridus bli en synonym till T. alticornis. Att hornen beskrivna av Marsh 1887 verkligen tillhörde Triceratops är dock inte säkert. De kan ha tillhört en annan, närbesläktad dinosaurie. Fram till idag har man hittat många skelett efter Triceratops, dock inget som är komplett. Därtill känner man till minst 30 skallar.

## Beskrivning

Triceratops storlek, jämfört med en människa.

Triceratops var ett tungt, fyrfotat djur med en kroppsbyggnad liknande den hos noshörningar och elefanter, med korta, kraftiga ben. Den hade svans som smalnade av mot spetsen, och stor skalle med en hjälmliknande krage av ben som hade växt ut från bakhuvudet och täckte nacken. Kragen blev 2.1 meter tvärsöver. Från pannan växte ett par långa, spetsiga horn, och på nosen hade den ett mindre, konformat horn. Den främre delen av munnen var tandlös och bildade en papegojliknande näbb som kunde användas för att knipsa av växter. Längre bak satt uppsättningar av små tänder att bearbeta födan med. En fullvuxen Triceratops mätte cirka 7–9 meter från nos till svans  och tros ha vägt 5–8 ton, ungefär lika mycket som en afrikansk elefant. Trots sin storlek tror man att Triceratops kanske kunde springa i upp till 25 km/tim, och dess kroppsform gjorde den troligen smidig för dess storlek.

### Skalle

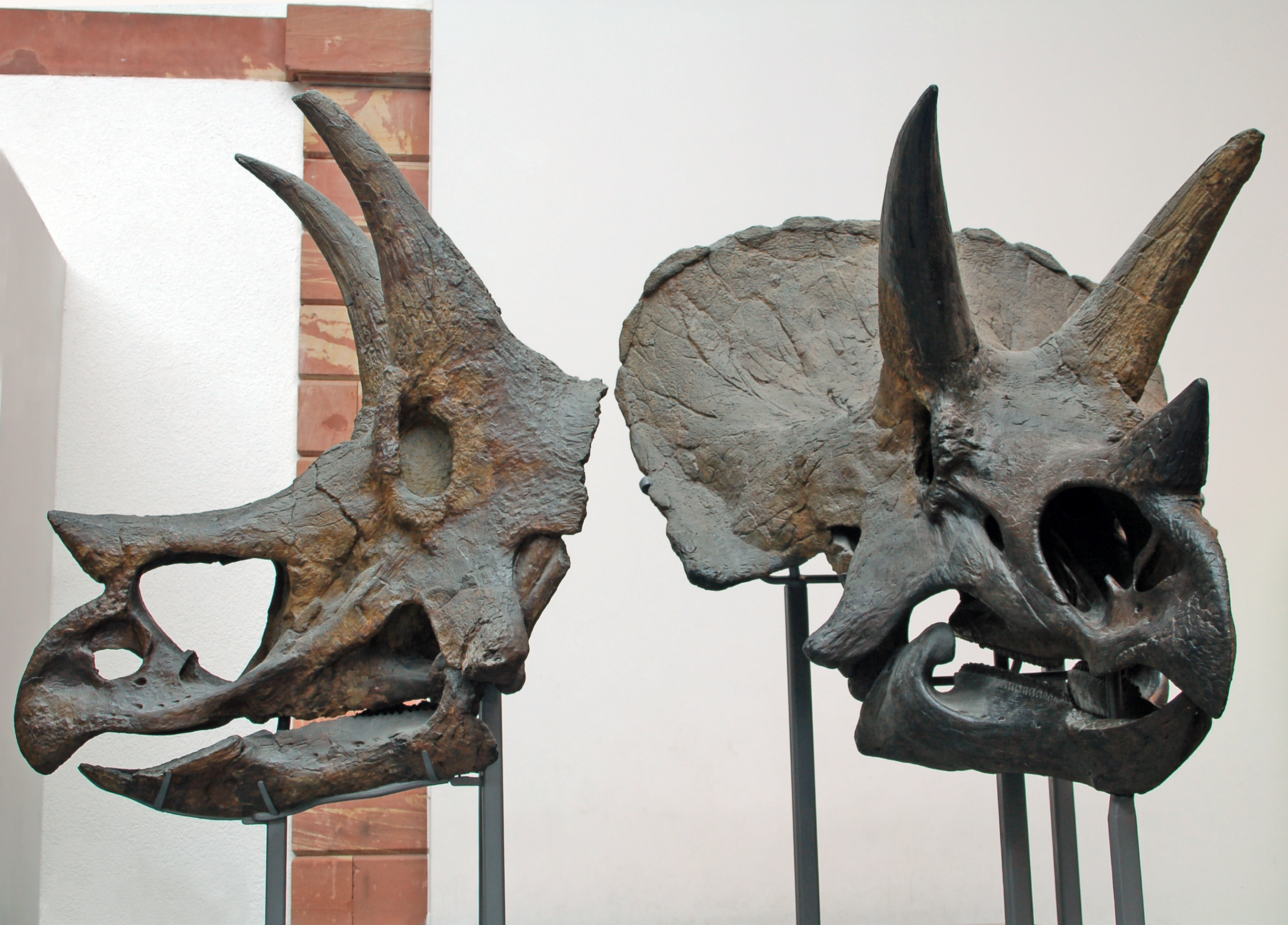
Skallar av Triceratops.

De har spekulerats mycket rörande vad Triceratops och dess nära släktingar använde sina stora horn och benkragar till. Vanliga förklaringar är att de använde som försvar mot fiender, eller för att slåss mot artfränder. Det har tidigare föreslagits att Ceratopsider med sänkt huvud skulle kunna spetsa angripare på sina horn, på samma sätt som bufflar och noshörningar gör. Men denna hypotes anses numera osannolik. Biomekaniska tester har visat att Triceratops skulle riskera att krossa nospartiet om den slogs på det sättet. En rapport från Farke m.fl, efter undersökning av skadade kranier, antyder att Triceratops med stor sannolikhet använde sina långa horn för att slåss med artfränder. Andra ceratopsider, såsom Centrosaurus, stångade varandra i bröstkorgen. Det är också möjligt att hornen kan ha använts för att bryta ner små träd och buskar. Andra forskare föreslår att horn och krage kan ha använts som en sorts värmeregulator. Fossil visar att mycket unga Triceratops hade klent utvecklad krage och horn, men undergick dramatiska förändringar i formen då de blev äldre.

### Ontogeni

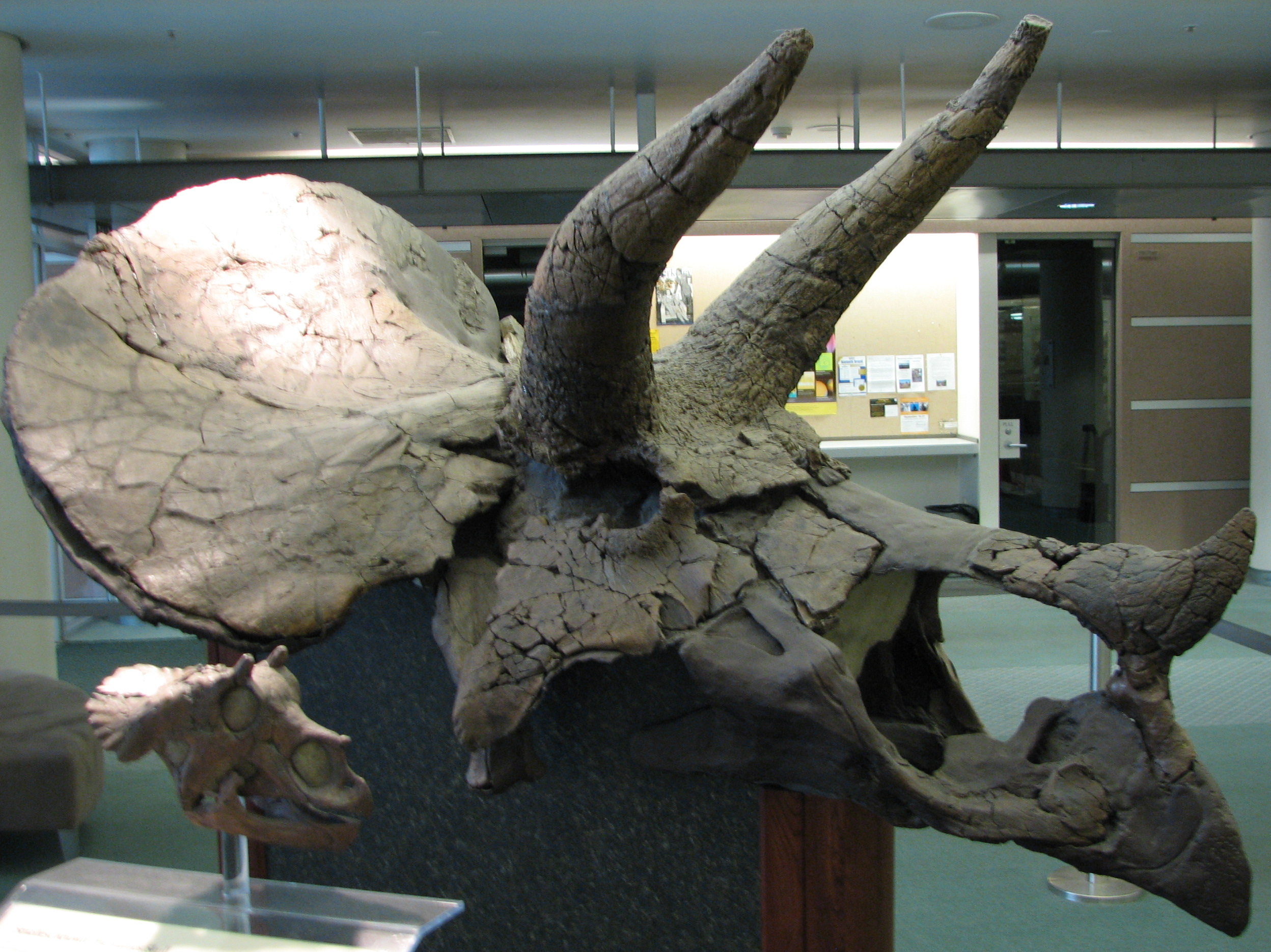
Skalle av en juvenil Triceratops i förgrunden, jämfört med en äldre.

Det rika utbudet av fossil efter Triceratops, varav några dessutom är av olika åldersgrupp, har gjort att forskarna kunnat lära sig mycket om hur denna dinosaurie växte. Framför allt kan forskarna se tydliga förändringar i horn och krage allteftersom djuren åldrades och växte. Hos mycket unga individer var hornen på huvudet raka, men då de blev äldre blev hornen något böjda. Fram mot högre ålder verkar hornen ha blivit rakare. Hos de fullvuxna exemplaren blev också kragen mycket förlängd, och fick stora hål (Fenestrae), troligtvis för att reducera vikten.

### Etologi
Triceratops framställs ofta som ett flocklevande djur, så även närbesläktade dinosaurier. Många Ceratopsider är kända från stora benbäddar med fossil, som kan innehålla lämningar efter hundratals individer, vilket tolkats som bevis på att dessa djur färdades fram i stora hjordar. Triceratops var dock under lång tid inte känd från några benbäddar. Det har även argumenterats för att Triceratops kanske inte alls var ett flockdjur, utan levde ensam. 2009 beskrevs dock en mindre fossil bädd i Montana, som erhöll 3 icke fullvuxna exemplar. Detta har tolkats som bevis för att Triceratops kanske höll sig samman i grupper,¨åtminstone innan de blev vuxna. Benbädden har fått namnet "the Homer Site", efter karaktären Homer i TV-serien The Simpsons.

## Taxonomi
Triceratops tillhörde underordningen Ceratopsia, en grupp växtätande dinosaurier som frodades framför allt under senare delen av kritaperioden. Den tillhörde överfamilj Ceratopsoidea, och familj Ceratopsidae. Den ingick i underfamilj Chasmosaurinae, och var nära släkt med Pentaceratops, Chasmosaurus och Eotriceratops. Tidiga släktingar till Triceratops stammar från den asiatiska plattan. Tidigare har man ofta nämnt Protoceratops som en av Triceratops tidiga förfäder, men sedan upptäckten av Zuniceratops har forskarna fått en annan bild av Triceratops möjliga ursprung.

### Ogiltiga arter

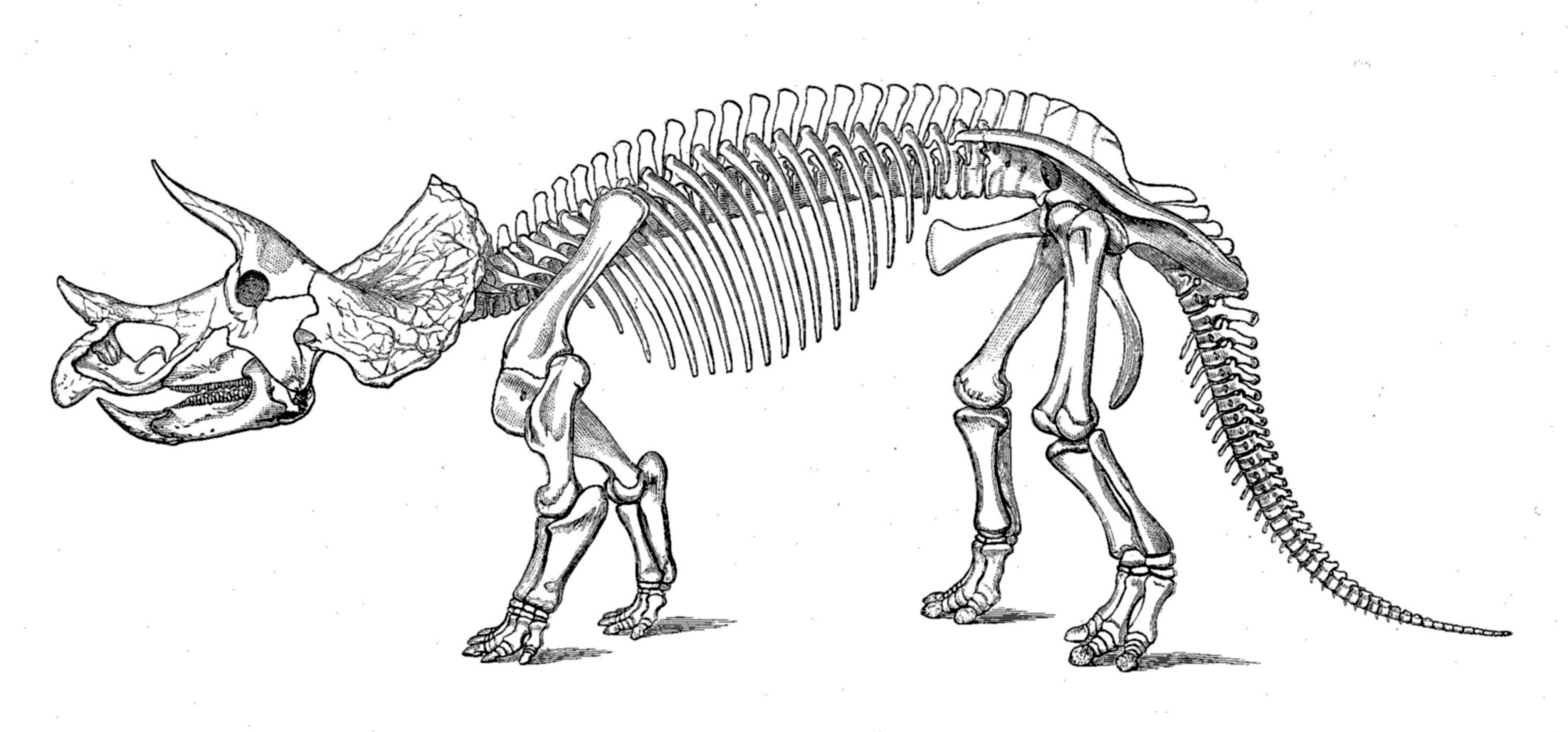
Skelettdiagram av Triceratops prorsus.

Det har beskrivits flera arter inom släktet Triceratops, men de flesta av dessa anses vara ogiltiga. Det stora utbudet av beskrivna arter kan ha kommit av att fossila exemplar av olika åldersgrupper blivit misstolkade.
Nomina dubia:
- T. albertensis 
 Sternberg, 1949
- T. alticornis 
 Marsh, 1887 (ursprungligen 'Bison')
- T. eurycephalus 
 Schlaikjer, 1935
- T. galeus 
 Marsh, 1889
- T. ingens 
 Lull, 1915
- T. maximus 
 Brown, 1933
- T. sulcatus 
 Marsh, 1890

### Torosaurus

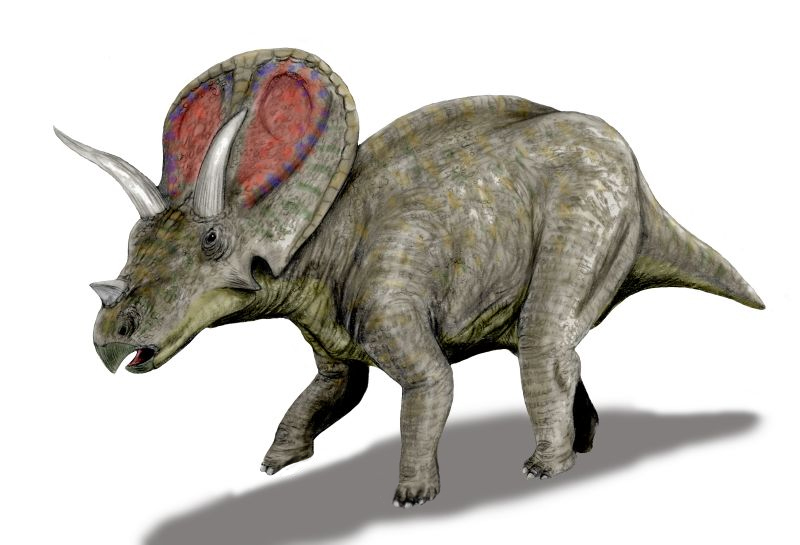
Illustration av "Torosaurus", en potentiell synonym till Triceratops.

1891 beskrev Othniel Charles Marsh ett nytt släkte med ceratopsider, Torosaurus latus. Denna har särskilts från Triceratops genom en längre nackkrage med stora hålrum, medan Triceratops beskrivits med en kort, solid krage. 
Under senare år har några forskare ifrågasatt att släktet Torosaurus verkligen är giltigt; Horner har föreslagit att fossilen av Torosaurus bara är en åldersvariation inom släktet Triceratops. 2010 rapporterade Horner och Scannella resultatet av 10 års arbete med att studera mer än 50 skelett och ett flertal skallar från Triceratops. De hade arbetat med att kartlägga dess ontogeni, och upptäckt att Triceratops genomgick stora morfologiska förändringar då den växte. Deras slutsats blev att Triceratops och Torosaurus är samma dinosaurie; fossilen tillförda "Torosaurus"" är fullvuxna exemplar, de som tillförts Triceratops är från ej fullvuxna exemplar. Scannella och Horner hade först svårt att tro detta, och försökte hitta alternativa förklaringar, men det övertygade dem bara mer i sina slutsatser. Eftersom namnet Triceratops myntades före Torosaurus, skall namnet Torosaurus strykas till förmån för namnet Triceratops.

## Konfrontationer med andra dinosaurier
Triceratops tros ha levt samtidigt som den stora theropoden Tyrannosaurus rex, och man har länge trott att Triceratops utgjorde byten åt den. Det finns flera fossilfynd som stödjer denna uppfattning. Man har beskrivit ett korsben från Triceratops med flera märken efter Tyrannosaurus tänder I Montana har man också påträffat delar av en Triceratops nackkrage och pannhorn med bitmärken som troligtvis åsamkats av Tyrannosaurus. Några av bitskadorna verkar ha varit på väg att läka, och visar att Triceratops överlevde striden med köttätaren.